# Baures
Os baures (também denominados como "maures" ou "chiquimiticas") são uma etnia que que utiliza uma linguagem classificada como integrante da família linguística arauque que habitava o nordeste de uma planície denominada pelo Império Espanhol como "Llanos de Mojos" que, atualmente, pertence, principalmente, ao território do Departamento de Beni, na Bolívia. Mais precisamente, pode-se dizer que os baures estavam localizados ao longo dos rios Blanco, Itonama e San Simón (até a confluência com o Rio Guaporé).
Sua organização social e material era semelhante a dos mojos, embora os jesuítas entendessem que esse grupo era mais “civilizados” que as outras etnias da região. Possuíam uma liderança forte sob o comando de um chefe, denominado como: "arama".
Realizavam a caça e o culto à jaguar, além de venerarem múltiplas divindades.
Seu espaço habitacional era composto por um grande número de aldeias bem construídas, com ruas e praças, cercadas por paliçadas, fossos e armadilhas cavadas ao longo do caminho para evitar ataque de tribos inimigas .